# 伊山寺
伊山寺位于湖南省衡阳县杉桥镇伊山村内，始建于东晋孝武帝太元八年，由桓伊隐居而建，为全国百大古寺之一，也是衡阳市历史最悠久的寺庙。

## 历史
伊山寺始建于东晋孝武帝太元八年（383年）冬，为著名军事家、政治家桓伊在淝水之战获胜后隐退于伊山而筑。后经唐代续修扩建，逐渐形成9进13横规模。宋徽宗时期，钦赐为“景德禅寺”，亦名伊山寺。

## 景观
参见：衡阳县在线拍摄的伊山寺视频 （页面存档备份，存于）
伊山寺旧有9进13横规模，有“伊山八景”：翠颖楼、晒日楼、读书台、千僧塔、青龙桥、云锦峰、逆流洞、双眼井。但因年代久远，寺院坍塌，现仅存一进佛殿。